# Дуб звичайний (1 дерево) № 3
«Дуб звичайний (1 дерево)» — ботанічна пам'ятка природи місцевого значення в Україні.
Зростає у кварталі 53 виділі 1 лісового урочища «Дача Галілея» Улашківського лісництва поблизу с. Залісся Чортківського району Тернопільської області.
Оголошена об'єктом природно-заповідного фонду рішенням Тернопільської обласної ради від 18 березня 1994 року.
Перебуває у віданні ДП «Чортківське лісове господарство».
Площа — 0,01 га. Під охороною — одне дерево дуба черешчатого віком понад 100 років, діаметром 41 см і висотою 27 м, що має господарську, наукову та естетичну цінність. Служить насіннєвою базою для заготівлі живців і насіння.